# Vitbröstad gråfågel
Vitbröstad gråfågel (Ceblepyris pectoralis) är en fågel i familjen gråfåglar inom ordningen tättingar.

## Utseende och läte
Vitbröstad gråfågel är en stor ochb knubbig medlem av familjen. Fjäderdräkten är grå med vit undersida och ljus ögonring runt det mörka ögat. Hanen är grå på strupe och bröst, medan honan är vit. Lätet är ett dämpad, ljust och fallande "seeeeuup". Arten liknar enfärgad gråfågel men är mycket ljusare undertill.

## Utbredning och systematik
Vitbröstad gråfågel förekommer i brachystegia-skogar i Afrika söder om Sahara. Den behandlas som monotypisk, det vill säga att den inte delas in i några underarter.

### Släktestillhörighet
Vitbröstad gråfågel placerades tidigare i släktet Coracina. Den och flera andra afrikanska gråfåglar lyfts dock numera oftast ut till släktet Ceblepyris efter genetiska studier.

## Levnadssätt
Vitbröstad gråfågel hittas i tätbevuxna skogslandskap, även miombo och ofta utmed floder. Den är en tystlåten och anspråkslös fågel som lätt undgår upptäckt när den rör sig långsamt genom vegetationens mellersta skikt.

## Status och hot
Arten har ett stort utbredningsområde, men tros minska i antal, dock inte tillräckligt kraftigt för att den ska betraktas som hotad. Internationella naturvårdsunionen IUCN listar arten som livskraftig (LC).